# Scherma agli VIII Giochi del Mediterraneo
Le competizioni si sono svolte sia in ambito maschile che femminile, mettendo in palio un totale di 4 ori, 4 argenti e 4 bronzi nelle seguenti specialità:
- Fioretto
- Sciabola
- Spada

## Podi

### Uomini
| Evento               | Oro             | Argento            | Bronzo          |
| Spada                |                 |                    |                 |
| Spada individuale    | Philippe Riboud | Marco Falcome      | Hubert Gardas   |
| Fioretto             |                 |                    |                 |
| Fioretto individuale | Didier Flament  | Tahar Hammou       | Bruno Boscherie |
| Sciabola             |                 |                    |                 |
| Sciabola individuale | Michele Maffei  | Mario Aldo Montano | Pascal Gaudet   |

### Donne
| Evento               | Oro               | Argento              | Bronzo           |
| Fioretto             |                   |                      |                  |
| Fioretto individuale | Brigitte Latrille | Anna Rita Sparaciari | Dorina Vaccaroni |

## Medagliere
| Posizione | Paese   |   |   |   | Totale |
| --------- | ------- | - | - | - | ------ |
| 1         | Francia | 3 | 0 | 3 | 6      |
| 2         | Italia  | 1 | 3 | 1 | 5      |
| 3         | Algeria | 0 | 1 | 0 | 1      |
| Totale    | Totale  | 4 | 4 | 4 | 12     |